# Gheneral Toșevo, Iambol
Gheneral Toșevo (în bulgară Генерал Тошево) este un sat în comuna Tundja, regiunea Iambol,  Bulgaria. 

## Demografie
Componența etnică a satului Gheneral Toșevo
     Bulgari (98,59%)
     Nicio identificare (1,4%)
     Altele (0%)
La recensământul din 2011, populația satului Gheneral Toșevo era de 355 locuitori. Din punct de vedere etnic, majoritatea locuitorilor (98,59%) erau bulgari. Pentru 1,4% din locuitori nu este cunoscută apartenența etnică.